# Susan Fitzgerald
Susan Fitzgerald (* 28. Mai 1949 in Leicester, England als Susan Mary Theresa FitzGerald; † 9. September 2013 in Dublin) war eine irische Schauspielerin mit Charakterrollen in Film, Fernsehen und Theater. International bekannt wurde sie vor allem durch ihre Rollen in den Kinoproduktionen Ein Porträt des Künstlers als junger Mann, Der Schlangenkuss, Die Asche meiner Mutter oder Zwei Hochzeiten und ein Liebesfall.

## Leben
Susan Fitzgerald wurde 1949 als eines von sechs Kindern im englischen Leicester geboren, nachdem ihre Familie aus beruflichen Gründen aus Dublin dorthin gezogen war, als ihr Vater sich für eine Stelle als Arzt qualifiziert hatte. Später kehrte die Familie in die irische Hauptstadt zurück. Susan entdeckte früh ihre Liebe zum Theater. Mit neun Jahren wirkte sie erstmals in einer Schulaufführung mit. Nach der Schule studierte sie am Trinity College in Dublin, bevor sie in den 1970er Jahren ihre künstlerische Laufbahn und ihre lange Verbindung mit dem Gate Theatre begann.
Sie spielte Hauptrollen in Stücken von Shakespeare, Oscar Wilde, Noël Coward, Henrik Ibsen, Samuel Beckett, Alan Ayckbourn, Tennessee Williams, George William Russell, Frank McGuinness oder Brian Friel, sowie in Theater-Adaptationen nach Romanen von Charles Dickens und Jane Austen.
1977 schließlich gab sie auch ihr Leinwanddebüt im britischen Kino. In der Verfilmung des James Joyce Romans Ein Porträt des Künstlers als junger Mann von Regisseur Joseph Strick verkörperte sie in einer Nebenrolle den Charakter der Emma. Ein Jahr später wandte sich Susan Fitzgerald auch dem britischen Fernsehen zu.
Man sah sie 1997 im Kino in Regisseur Philippe Rousselots Der Schlangenkuss im Schauspieler-Ensemble um Ewan McGregor, Greta Scacchi, Pete Postlethwaite und Richard E. Grant. 1999 spielte sie in Alan Parkers preisgekröntem Drama Die Asche meiner Mutter. 2009 hatte sie ihren letzten Leinwand-Auftritt in Stephen Burkes irischer Komödie Zwei Hochzeiten und ein Liebesfall.
In ihrer Karriere als Schauspielerin wirkte sie auch in einer Vielzahl von anderen Projekten in Irland mit, unter anderen trat sie auch in verschiedenen Stücken im Olympia Theatre auf.
Susan Fitzgerald war die Ehefrau des Regisseurs Michael Colgan, des künstlerischen Leiters des Gate Theatres. Das Paar hatte drei Kinder: Sarah, Sophie und Richard. Zu Susan Fitzgeralds Verwandten sind der Dramatiker Dennis Johnson und die Oscar-nominierte Schauspielerin Geraldine Fitzgerald zu zählen.
Sie starb nach längerer Krankheit am 9. September 2013 im Alter von 64 Jahren in Dublin.

## Filmografie (Auswahl)

### Kinofilme
- 1977: Ein Porträt des Künstlers als junger Mann (A Portrait of the Artist as a Young Man)
- 1997: Der Schlangenkuss (The Serpent's Kiss)
- 1999: Sunburn
- 1999: Die Asche meiner Mutter (Angela's Ashes)
- 2006: Trouble with Sex
- 2008: Satellites & Meteorites
- 2009: Zwei Hochzeiten und ein Liebesfall (Happy Ever Afters)

### Fernsehen
- 1978: Last of Summer (Fernsehserie, 4 Episoden)
- 1978: The Burke Enigma (Fernsehserie, 1 Episode)
- 1984: The Irish R.M. (Fernsehserie, 1 Episode)
- 2001: Rebel Heart (Fernsehserie, 3 Episoden)
- 2003: Bachelors Walk (Fernsehserie, 1 Episode)
- 2004: Proof (Fernsehserie, 3 Episoden)
- 2004: The Big Bow Wow (Fernsehserie, 1 Episode)

### Kurzfilm
- 2000: Footfalls